# 이상경 (1964년)
이상경(李相庚, 1964년 2월 22일 ~ )은 대한민국의 정치인이다. 종교는 개신교이다. 제17대 국회의원(당적: 열린우리당,건설교통위원회 위원)을 지냈다.

## 학력
- 광주제일고등학교 졸업
- 서울대학교 경영대학 경영학 학사
- 서울대학교 대학원 경영학 석사
- 서울대학교 대학원 법학 석사
- 서강대학교 경제대학원 경제학 석사
- 전북대학교 대학원 경제학 박사과정 수료

## 경력
- 1990년: 제34회 행정고시 합격
- 1990년: 제32회 사법시험 합격
- 제22기 사법연수원 수료
- 경실련 중앙위원ㆍ시민입법위원ㆍ시민공정거래위원회 위원
- 내외합동법률사무소 변호사
- 시민공정거래위원회 집행위원
- 전주지방법원 판사
- 전주지방법원 정읍지원 부안군고창군법원 판사
- 인천지방법원 판사
- 민주사회를 위한 변호사모임 언론·환경특별위원회 위원
- 환경운동연합 법률자문위원
- 열린우리당 서울특별시 서민주거대책특별위원회 위원장
- 열린우리당 국가경쟁력강화특별위원회 위원장
- 열린우리당 정동영 당의장 법률특보
- 2004년 5월~2008년 5월: 제17대 국회의원(서울 강동구 을, 열린우리당→무소속→대통합민주신당→통합민주당, 초선)
- 열린우리당 제3정책조정위원회 부위원장(정무,재정경제,예산결산)
- 제17대 국회 정무위원회 위원
- 제17대 국회 후반기 법제사법위원회 위원
- 제17대 국회 후반기 예산결산특별위원회 위원

## 역대 선거 결과
| 실시년도 | 선거   | 대수 | 직책     | 선거구         | 정당       | 득표수   | 득표율          | 순위 | 당락 | 비고 |
| -------- | ------ | ---- | -------- | -------------- | ---------- | -------- | --------------- | ---- | ---- | ---- |
| 2004년   | 총선   | 17대 | 국회의원 | 서울 강동구 을 | 열린우리당 | 41,784표 | \| \| 40.11% \| | 1위  |      | 초선 |
|          | 40.11% |      |          |                |            |          |                 |      |      |      |

## 같이 보기
- 강동구 을
- 서울 강동구의 국회의원